# Anacamptodes larvaria
Anacamptodes larvaria là một loài bướm đêm trong họ Geometridae.